# Army Ballistic Missile Agency
L'Army Ballistic Missile Agency o (ABMA) era il nome di un'agenzia governativa statunitense per lo sviluppo di missili balistici fondata per conto della US Army il 1º febbraio 1956 presso il poligono di Redstone di Madison County (Alabama). In tale organismo lavorò anche il famoso scienziato Wernher von Braun prima di essere trasferito alla NASA. Sul finire del 1961 l'agenzia fu sostituita dall'US Army Missile Command (MICOM).